# Patrik Blažek

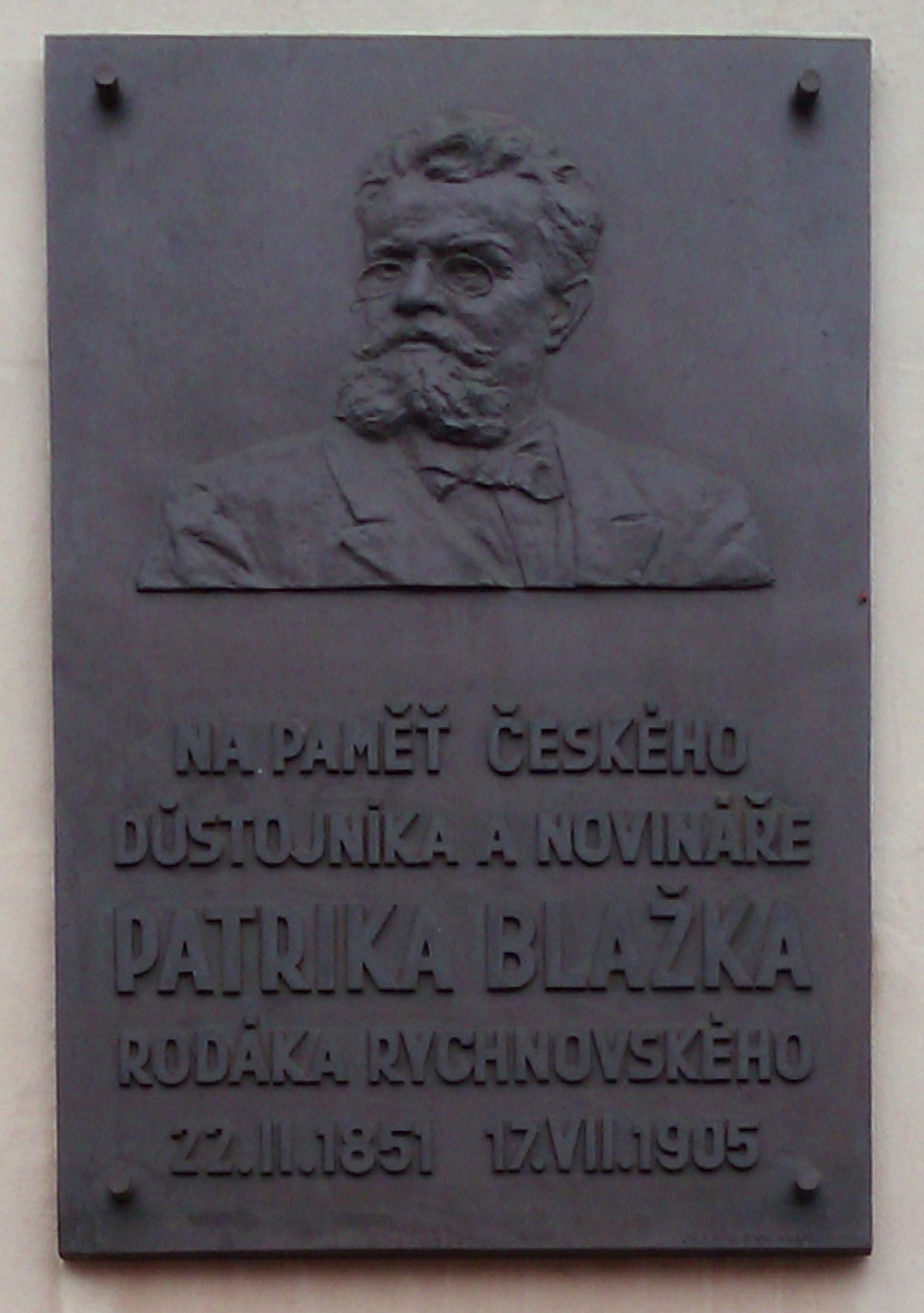
Pamětní deska Patrika Blažka na rodném domě v Rychnově nad Kněžnou

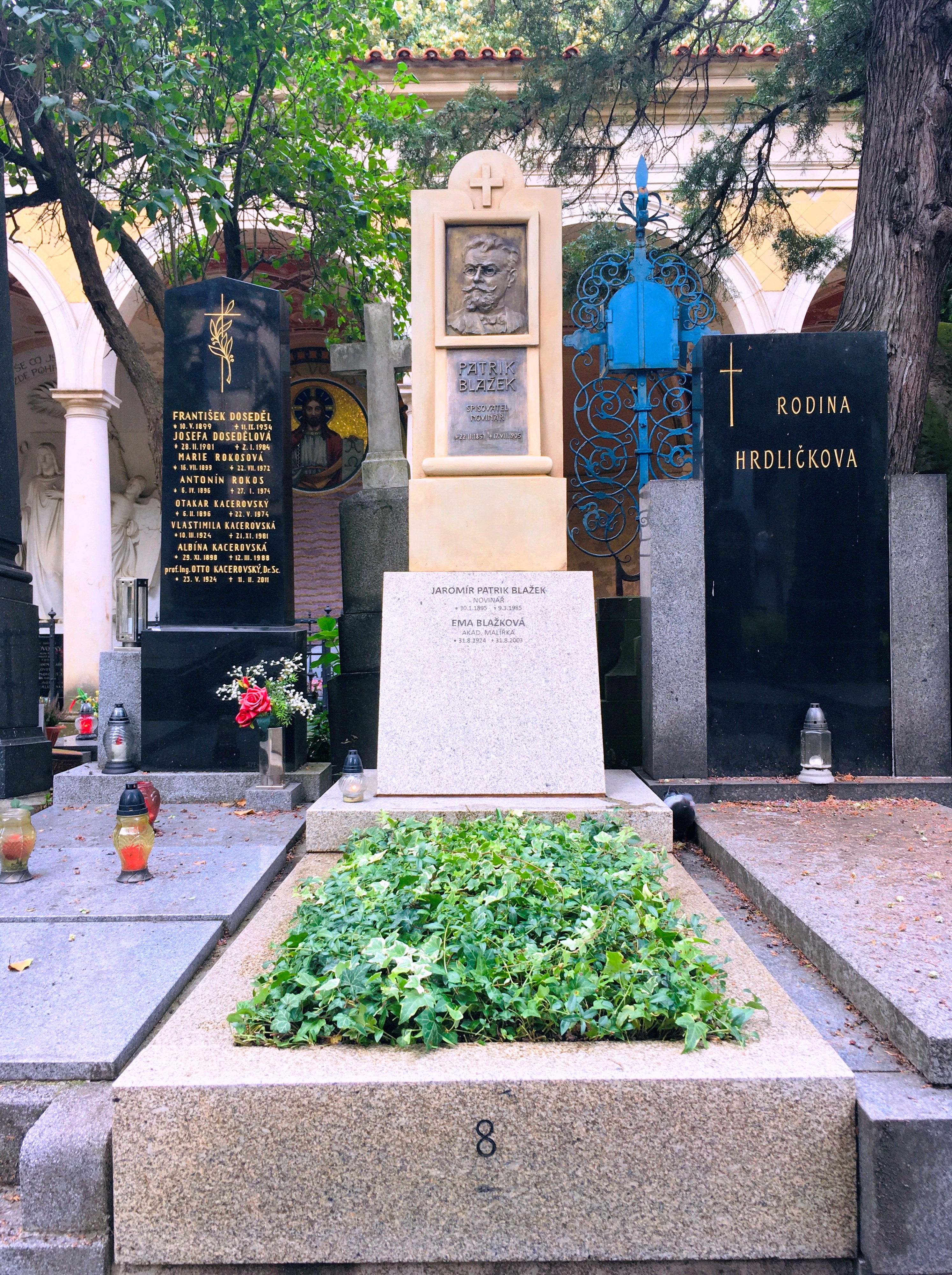
Rodinný hrob na Vyšehradském hřbitově (oddíl XII., č. hrobu 8)

Patrik Blažek (22. února 1851 Rychnov nad Kněžnou – 17. července 1905 Praha) byl český novinář, voják, spisovatel a nakladatel.

## Život
Narodil se v Rychnově nad Kněžnou, v rodině soukenického mistra, jako sedmý z devíti dětí. Studoval na německém piaristickém gymnáziu v Rychnově nad Kněžnou, později přestoupil na české gymnázium v Hradci Králové, kde byl v posledním ročníku pro nekázeň vyloučen. Od roku 1869 působil v Praze jako novinář, kdy přispíval do Vilímkových Humoristických listů. Již jako novinář projevoval svoje národní uvědomění, ale k zajištění živobytí to nestačilo. V březnu 1871 byl přijat jako redaktor časopisu Posel z Prahy. Téhož roku byl odveden na vojnu, kde zůstal po zbytek života jako voják z povolání. V roce 1872 založil v Kolíně časopis Koruna česká. O rok později se dostal posádkou do Klatov, kde v roce 1873 získal hodnost poručíka, o pět let později nadporučíka. V roce 1883 začal v Klatovech vydávat Vojenské listy. Spolupracoval s ním jeho spolužák z hradeckého gymnázia Alois Jirásek. V roce 1885 byl v Plzni povýšen na setníka, pak byl přeložen do Vysokého Mýta. Tam žil s rodinou až do července 1891, kdy byl přeložen do Kolomyje v Haliči, kde mu v prosinci 1891 zemřela manželka. Po návratu do Prahy byl v roce 1894 z armády propuštěn. V roce 1905 v Praze zemřel a pohřben byl na Vyšehradském hřbitově .
Blažek si svými písemnými pracemi vydobyl místo v české vojenské literatuře. Již v roce 1882 vydal český Cvičebný řád císařsko-královských pěších vojsk. Později, v roce 1887, v Těšíně ještě Služební řád c. k. pěších vojsk.